# Spøgelsescykel
En spøgelsescykel er en cykel placeret som et mindesmærke ved vejsiden på et sted, hvor en cyklist er blevet dræbt eller hårdt kvæstet. Bortset fra at være en mindesmærke, er det også tænkt som en påmindelse til de trafikanter der passerer stedet. Spøgelsescykler er normalt brugte og nedslidte cykler, der er malet hvide, undertiden med et fastgjort skilt, og låst fast til et passende objekt tæt på ulykkesstedet f.eks. en lygtepæl. Mange af disse mindesmærker er enkeltpersoners politiske ytringer, der har til formål at gøre opmærksom på de menneskelige tab i forbindelse med cykeltrafik.

## Verdensomspændende
Der er spøgelsescykler sat op mange steder i verden. I New York var der 16. marts 2010 66 af slagsen. I England er fænomenet også udbredt. I 2008 døde der 54 cyklister i Danmark og 561 kom til skade.

## Historie
Spøgelsescykel-idéen synes at være skabt af kunstneren Jo Slota fra San Francisco. Slota begyndte sit oprindelige spøgelsescykelprojekt i april 2002. Dette var en klar, rent kunstnerisk indsats. Slota blev fascineret af de forladte låste cykler, han fandt rundt omkring i byen, som var uden nyttige dele. Han begyndte at male dem hvide, og satte fotografier på sin hjemmeside, ghostbike.net. Efterhånden som idéen blev taget op til forskellige formål, stod Slota i et dilemma. San Francisco er for cyklister en af de mere sikre amerikanske byer, men spøgelsescykler som mindesmærker spredtes til alle mulige andre steder, og hans projekt skiftede karakter.
Den første spøgelsescykel brugt som mindesmærke var et projekt i oktober 2003 i St. Louis, Missouri, USA. Efter at have observeret en bilist ramme en cyklist på en cykelsti på Holly Hills Boulevard, placerede Patrick Van Der Tuin en hvidmalet cykel på stedet med et håndmalet skilt med teksten "Cyclist Struck Here". Den effekt det havde på bilister i området, gjorde at Van Der Tuin derefter hyrede hjælp fra venner til at placere 15 andre spøgelsescykler i på steder i St. Louis området, hvor cyklister for nylig var blevet påkørt af biler. De brugte cykler blev i nogle tilfælde bevidst ødelagt for at skabe den ønskede virkning.
Lignende projekter blev påbegyndt i Pittsburgh i 2004, New York City, Seattle in 2005, og Chicago i 2006. London Ghostcycle var aktiv i 2005 og 2006. Der har været lignende projekter i snesevis af andre byer verden over.
I august 2005 blev næsten 40 spøgelsescykler placeret over hele Seattle for at henlede opmærksomheden på ulykkessteder, farlige situationer, og dårlige vejforhold.
En spøgelsescykel i Dupont Circle, Washington, DC, der var et mindesmærke for en cyklist dræbt af en skraldebil i 2008, stod et helt år inden den blev fjernet af byens ansatte. Cyklistens venner erstattede den med 22 spøgelsescykler, en på hver lygtepæl.

## Reference
1. 1 2 3  'Ghost bikes' offer eerie reminder to share the road, Seattle Post-Intelligencer 3 August 2005.
2. ↑  Ekstra Bladet – Spøgelsescykel til minde om trafik-drab
3. ↑  "Momentum Planet". Arkiveret fra originalen 12. juni 2009. Hentet 23. juli 2010.
4. ↑  "Jo Slota's website". Arkiveret fra originalen 28. maj 2010. Hentet 23. juli 2010.
5. ↑  "Interview with Jo Slota at Bittercyclist.com". Arkiveret fra originalen 15. september 2009. Hentet 23. juli 2010.
6. ↑  Fagan, Mark Friends seek ghost bike memorial for hit-and-run victim Lawrence Journal-World 25 October 2009
7. ↑  Roadside displays focus on plight of bicyclists, Greg Jonsson, St. Louis Post-Dispatch, 17 November 2003; re-posted on Missouri Bicycle Federation website, 29 October 2007.
8. ↑  "Ghostly bikes commemorate fallen cyclists, article at Columbia News Service". Arkiveret fra originalen 19. august 2009. Hentet 23. juli 2010.
9. ↑  "Pittsburgh ghost bikes". Arkiveret fra originalen 23. juni 2010. Hentet 23. juli 2010.
10. ↑  "New York Ghost Bikes". Arkiveret fra originalen 8. august 2010. Hentet 23. juli 2010.
11. ↑  Elegy for a bike rat
12. ↑  "Ghostcycle UK". Arkiveret fra originalen 1. marts 2009. Hentet 23. juli 2010.
13. ↑  "Cities with ghost bike projects". Arkiveret fra originalen 23. juli 2010. Hentet 23. juli 2010.
14. ↑  Ashley Halsey III (2009-09-11). "Their Love Cannot Be Unchained: After 'Ghost Bike' Removal, Cyclists' Memorial Effort Intensifies". The Washington Post. Hentet 2009-09-11.